# Тиулонг, Чакрей Нхек
Нхек Тиулонг (кхмер. ញឹក ជូឡុង; 23 августа 1908, Пномпень — 9 июня 1996, Гонконг) — камбоджийский военный и государственный деятель, дипломат, с 13 февраля по 6 августа 1962 года — исполняющий обязанности премьер-министра Камбоджи. Занимал различные руководящие должности в правительстве Нородома Сианука. Генерал армии (1954).
Министр экономики и финансов (1945—1946), министр внутренних дел, национальной безопасности и информации (1958), министр планирования, промышленности, экономики, общественных работ, телекоммуникаций и туризма (1958), министр образования, планирования и туризма (1959—1960), министр иностранных дел Камбоджи (1961—1962).
Губернатор провинции Баттамбанг (1950—1951), мэр Пномпеня (1953—1954). В 1955—1958 годах — посол Камбоджи в Японии, Польше и Чехословакии.
Председатель партии ФУНСИНПЕК (1989—1992).